# 楊遇春 (清朝)
楊遇春（1760年或1761年—1837年），字时斋，清四川崇州人。清朝名將、大臣。楊遇春出身乾隆44年武舉，隨後在軍中被福康安賞識並提拔，跟隨其征甘肅石峰堡、臺灣、廓爾喀，皆有戰功。而後更是一路平苗亂、平川楚白蓮教亂、張格爾之亂等。累官至陝甘總督，並獲封一等昭勇侯，過世後諡號忠武，故稱之「楊忠武侯」。

## 生平
乾隆四十四年，武举出身；乾隆年间，屡从福康安作战，升守备；乾隆六十年（1795年）从往贵州，镇压苗族起义；於嘉慶二年随额勒登保到湖北，转战秦蜀，平定白蓮教川楚教亂；嘉庆十八年为参赞大臣，从那彥成镇压天理教起事，克滑县；道光五年（1825年）任陝甘總督，次年出兵平定张格尔叛乱。后以年老辞官，进一等昭勇侯；谥忠武。

## 評價
- 《清史稿·列傳一百三十四》：「遇春結髮從戎，大小數百戰，皆陷陣冒矢石，未嘗受毫髮傷。仁宗詢及，嘆為『福將』。治軍善於訓練，疲卒歸部下即膽壯，或精銳改隸他人，仍不用命。將戰，步伐從容，雖猝遇伏，不至失措。俘虜必入賊三月以外始誅，老稚皆赦免。馭降眾有恩，尤得其死力。操守廉潔，治家嚴整，子弟皆謹守其家風。……遇春謀勇俱絕，劇寇半為所殲。」

## 影響
- 1850年，同樣以宗教裹脅群眾的太平天國起事，曾國藩即研究楊遇春平定白蓮教過程，制定平定太平天國戰略。

## 后代
- 子：杨国桢，二代昭勇侯，曾任河南布政使，官至闽浙总督。
- 孙：杨炘，三代昭勇侯，组织昭勇军镇压四川起义，阵亡。